# Žman
Žman falu Horvátországban Zára megyében. Közigazgatásilag Salihoz tartozik.

## Fekvése
Zárától légvonalban 20 km-re délre, községközpontjától légvonalban 5 km-re, közúton 7 km-re északnyugatra a Dugi-sziget délkeleti felén, az északkeleti parton egy kis öbölben a Žmanšćica-öbölben fekszik. A falu régi része mintegy fél kilométerre van a tengerparttól, de újabban egyre inkább a part felé terjeszkedik.

## Története
Žman neve 1260-ban szerepel először írott forrásban, amikor plébániáját “Ecclesia Sancti Johannis de Mecano” alakban említik. Ekkor neve még Mecano volt, ami középső falut jelent, mivel az akkori Sali és Luke települések között feküdt. A mai Žman név a „Mecano” név elhorvátosodott „Mžan” alakváltozatából alakult ki a 16. században. A latin nyelvű források ekkor „Armanum, Azmanum” alakban említik. A falu területe a sziget többi részéhez hasonlóan Zárához tartozott, majd 1409-től a várossal együtt a Velencei Köztársaság része lett. A 18. század végén Napóleon megszüntette a Velencei Köztársaságot. Dugi otok 1797 és 1805 között Habsburg uralom alá került, majd az egész Dalmáciával együtt a Francia Császárság része lett. 1815-ben a bécsi kongresszus újra Ausztriának adta, amely a Dalmát Királyság részeként Zárából igazgatta 1918-ig. A településnek 1857-ben 210, 1910-ben 499 lakosa volt. Az első világháborút követően előbb a Szerb-Horvát-Szlovén Királyság, majd Jugoszlávia része lett. A falunak 2011-ben 199 lakosa volt, akik hagyományosan szőlő- és olajbogyó termesztéssel, juhtenyésztéssel és újabban egyre inkább turizmussal foglalkoznak.

## Lakosság
| Lakosság változása | Lakosság változása | Lakosság változása | Lakosság változása | Lakosság változása | Lakosság változása | Lakosság változása | Lakosság változása | Lakosság változása | Lakosság változása | Lakosság változása | Lakosság változása | Lakosság változása | Lakosság változása | Lakosság változása | Lakosság változása |
| ------------------ | ------------------ | ------------------ | ------------------ | ------------------ | ------------------ | ------------------ | ------------------ | ------------------ | ------------------ | ------------------ | ------------------ | ------------------ | ------------------ | ------------------ | ------------------ |
| 1857               | 1869               | 1880               | 1890               | 1900               | 1910               | 1921               | 1931               | 1948               | 1953               | 1961               | 1971               | 1981               | 1991               | 2001               | 2011               |
| 210                | 276                | 308                | 412                | 493                | 499                | 653                | 572                | 633                | 570                | 486                | 420                | 275                | 328                | 203                | 199                |

## Nevezetességei
- Keresztelő Szent János tiszteletére szentelt plébániatemplomát 1626-ban a bencések építették a középkori templom átépítésével és bővítésével. Két mellékhajója van, ami ritkaság a kis települések templomai között. A templomnak ma öt oltára van. A négy márványoszloppal díszített főoltár Keresztelő Szent János tiszteletére van szentelve, két szobra amely Jánost és Szent Józsefet ábrázolja tiroli munka. Az oltárképet a trieszti Antonio Zuccaro festette. A mellékoltárok szintén márvány oszlopokkal díszítettek, a Gyógyító Boldogaaszony, Szent József, a Szent Kereszt és Szent Rókus tiszteletére vannak szentelve. A templom néhány értékes liturgikus tárgyat is őriz, köztük négy aranyozott körmeneti keresztet, kelyhet, ostyatartó pixist és szentségtartót.[2]
- A žmaniak minden év augusztus 29-én védőszentjük ünnepén tartják a helyi fesztivált. Ezek között különleges volt a 2010-es év, mert a plébánia ekkor ünnepelte fennállásának 750. évfordulóját. 1260. június 11-én erősítette meg IV. Sándor pápa a zárai Szent Miklós kolostort birtokaiban, melyek között megemlíti a mecanoi templomot, mezőt és szőlőhegyet. Az ünnepi szentmisét ez alkalomból Želimir Puljić zárai érsek celebrálta, melyet körmenet követett a falun keresztül a védőszent szobrával.[2]